# Гидрофторид рубидия
Гидрофтори́д руби́дия — неорганическое соединение,
кислая соль рубидия и плавиковой кислоты с формулой RbHF2,
бесцветные кристаллы,
растворяется в воде.

## Получение
- Упаривание в вакууме раствора фторида рубидия и небольшом избытке плавиковой кислоты:

{\displaystyle {\mathsf {RbF+HF\ {\xrightarrow {100^{o}C}}\ RbHF_{2}}}}

## Физические свойства
Гидрофторид рубидия образует бесцветные кристаллы тетрагональной сингонии, пространственная группа I 4/mcm, параметры ячейки a = 0,590 нм, c = 0,726 нм, Z = 4.
При температуре 176 °C происходит переход в фазу кубической сингонии, параметры ячейки a = 0,671 нм, Z = 4.
Растворяется в воде, не растворяется в эталоне.

## Химические свойства
- Разлагается при нагревании:

{\displaystyle {\mathsf {RbHF_{2}\ {\xrightarrow {500-600^{o}C}}\ RbF+HF\uparrow }}}